# Río Ceberio
El río Ceberio (en euskera Zeberio) es un curso de agua del norte de la península ibérica, afluente del Nervión. Discurre por la provincia de Vizcaya.

## Curso
El río, que discurre por la provincia española de Vizcaya, nace de diversas fuentes sitas en montes de las inmediaciones de Orozco y Aránzazu, que confluyen cerca de Ceberio, y de ahí el nombre. Acaba desaguando en el Nervión. Aparece descrito en el sexto volumen del Diccionario geográfico-estadístico-histórico de España y sus posesiones de Ultramar de Pascual Madoz con las siguientes palabras:

CEBERIO: r. en la prov. de Vizcaya, part. jud. de Bilbao; tiene su origen en los montes de Larraluce y Aibelagabe, que estan cerca de Orozco, y en el de Mandoya y peñascal de Arguinanoach, que estan sobre la república de Aranzazu, cuyos arroyos se unen 250 pasos antes de la parr. de Ceberio ú Olabarrieta, que le da el nombre, como tambien al terr. llamado Ceberiano; y dejando á aquella á la izq. lleva su curso por en cañadas tortuosas al puente de Archandia, que se halla 300 pasos mas arriba de Miravalles: su direccion N. en un principio, varia luego NNO. hasta que rinde sus aguas al Nervion: da movimiento á varios molinos y herrerias y produce poca pesca.
(Madoz, 1847, p. 278)